# Línguas judaico-árabes
As línguas judaico-árabes são uma coleção de dialetos árabes falados por judeus originários de países árabes, e também se refere à escrita  do árabe em caracteres hebraicos, particularmente na Idade Média.